# بينيلوب ليتش
بينيلوب ليتش (بالإنجليزية: Penelope Leach)‏ هي عالمة نفس بريطانية، ولدت في 19 نوفمبر 1937 في هامبستاد في المملكة المتحدة.